# Полтъргайст 3
„Полтъргайст 3“ (на английски: Poltergeist III) е американски свръхестествен филм на ужасите от 1988 г.

## Сюжет
Внимание:  Текстът по-долу разкрива сюжета на произведението (или части от него)!
За да заблудят злите духове, родителите на младата Карол Ан Фрийлинг, решават да я скрият в роднина, която живее на 127-ия етаж на един от небостъргачите в Чикаго. Лелята и чичото на момичето, както и собствената им дъщеря, Дона се грижат за Карол Ан, но те не могат да предотвратят неизбежното.

## Актьорски състав
- Хедър О'Рурк – Карол Ан Фрийлинг
- Том Скерит – Брус Гарднър
- Нанси Алън – Пат Гарднър
- Зелда Рубинщайн – Тангина Баронс
- Лара Флин Бойл – Дона Гарднър
- Нейтън Дейвис – Хенри Кейн